# Aşağı Zeynəddin
Aşağı Zeynəddin è un comune dell'Azerbaigian situato nel distretto di Ağdaş. Conta una popolazione di 1 181 abitanti.